# Agriades forsteri
Agriades forsteri är en fjärilsart som beskrevs av Sakai 1978. Agriades forsteri ingår i släktet Agriades och familjen juvelvingar. Inga underarter finns listade i Catalogue of Life.